# خورتشاه (حومة لنجة)
خورتشاه (بالفارسية: خورچاه) هي قرية تقع في إيران في مهران. يقدر عدد سكانها بـ 401 نسمة .